# Monastyr Podwyższenia Krzyża Pańskiego w Czartorysku
Monaster Podwyższenia Krzyża Świętego – prawosławny męski klasztor w Starym Czartorysku, w jurysdykcji eparchii wołyńskiej Ukraińskiego Kościoła Prawosławnego Patriarchatu Moskiewskiego.

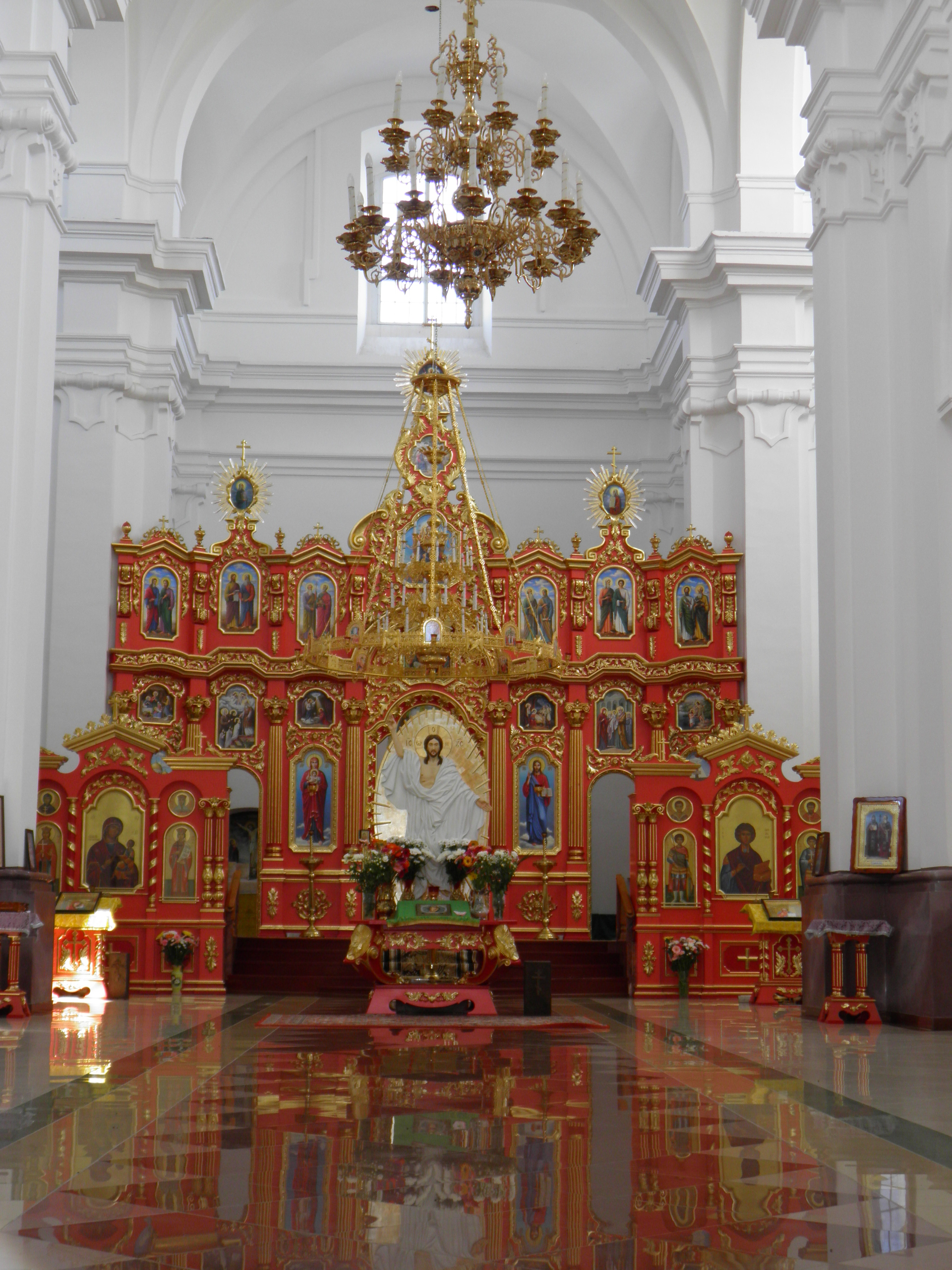
Ikonostas w soborze monasterskim

Klasztor został utworzony w czerwcu 1997 przez Święty Synod Ukraińskiego Kościoła Prawosławnego Patriarchatu Moskiewskiego, na wniosek arcybiskupa wołyńskiego Nifonta. Zajmuje obiekty po klasztorze Dominikanów w Czartorysku – główny kościół klasztorny (użytkowany już jako cerkiew w latach 1914–1921 i 1941–1951) został przekazany Kościołowi prawosławnemu w 1997 i w ciągu kolejnych lat gruntownie wyremontowany i zaadaptowany na sobór. Odnowiona siedziba wspólnoty została wyświęcona w 2007 przez metropolitę kijowskiego i całej Ukrainy Włodzimierza.
Kompleks monasterski składa się z dwóch budynków mieszkalnych, głównego soboru oraz cerkwi Zaśnięcia Matki Bożej, która jest świątynią parafialną, obsługiwaną przez mnichów.
W 2010 w monasterze przebywało siedmiu mnichów i sześciu posłuszników.